# União Desportiva e Recreativa de Algés
UDRA - União Desportiva e Recreativa de Algés ou União de Algés é um clube de futebol português sediado na localidade de Algés, Município de Oeiras. Como equipamento principal, usa as riscas pretas e brancas na vertical. Foi fundado em 1958.
Em 2010 o campo de futebol recebeu melhorias, entre as quais um relvado artificial.